# NGC 487
NGC 487 (również PGC 4958) – galaktyka spiralna (Sa), znajdująca się w gwiazdozbiorze Wieloryba. Odkrył ją Francis Leavenworth 28 listopada 1885 roku.